# هوشستوكلي
هوشستوكلي (بالإنجليزية: Hochstuckli)‏ هو أحد جبال سلسلة الألب السويسرية وجزء من القمة الأم غروسير ميتين يقع في كانتون شفيتس, سويسرا. يبلغ ارتفاع الجبل حوالي 1566 متر، بينما يبلغ ارتفاع نتوء الجبل 156 متر.